# NGC 4051
NGC 4051 (również PGC 38068 lub UGC 7030) – galaktyka spiralna z poprzeczką (SBbc), znajdująca się w gwiazdozbiorze Wielkiej Niedźwiedzicy. Odkrył ją William Herschel 6 lutego 1788 roku.

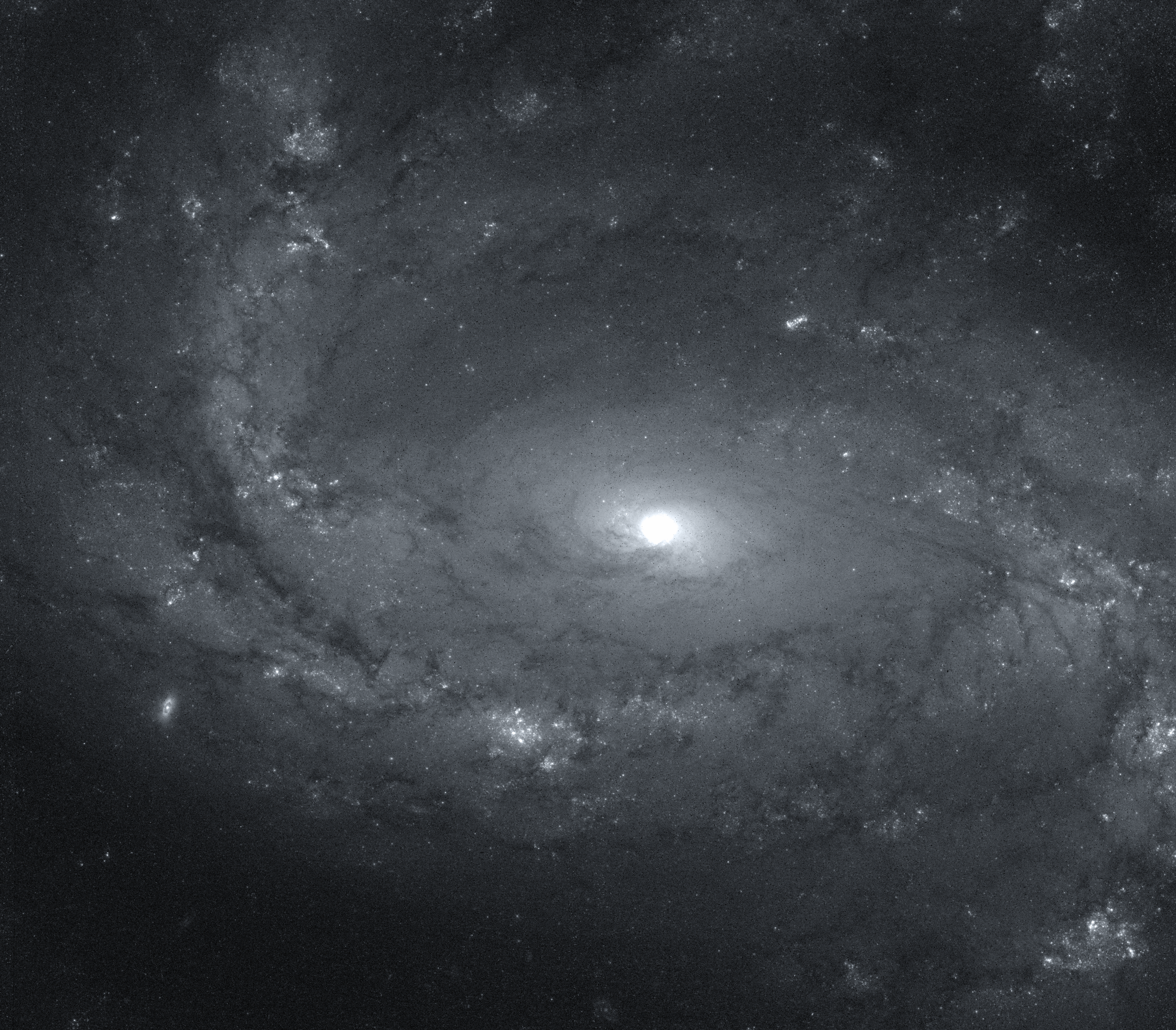
NGC 4051 (HST)

Jedna z najczęściej badanych galaktyk. Jest jasną galaktyką spiralną o przesunięciu ku czerwieni 0,002336, z aktywnym jądrem, klasyfikowaną jako galaktyka Seyferta typu 1,5 lub typu 1 z wąskimi liniami emisyjnymi.
Zawarta w katalogu Dreyera, uwzględniona w próbce galaktyk badanych przez Edwina Hubble’a w pracy z 1926 roku, w której zaobserwował on jako pierwszy ekspansję Wszechświata i wyznaczył tempo tej ekspansji. W 1943 roku znalazła się w próbce kilku galaktyk o wyjątkowo jasnych jądrach i silnych liniach emisyjnych zebranych i analizowanych przez Carla Seyferta, a emisja rentgenowska została zarejestrowana po raz pierwszy przez satelitę Einstein.
Jądro galaktyki zawiera supermasywną czarną dziurę o masie około 1,9 miliona mas Słońca.
W galaktyce tej zaobserwowano supernowe SN 1983I, SN 2003ie i SN 2010br.